# 張士俊 (武進士)
張士俊（16世紀—17世紀），字子登，鳳陽府滁州人，明朝軍事人物。

## 生平
張士俊是萬曆十四年（1586年）的武進士，獲授靖州守備，殲滅草平各寨流寇；之後他在揚州負責督餉，上奏開設高郵、邵伯的越河漕運。陞任真定遊擊後，張士俊修築城隍防禦邊境，上奏後獲賜金十二兩；萬曆三十二年（1604年）再陞為永生洲參將，對待士兵像子弟一樣。他個性孝順，也可以喝數十斗酒，父母去世後哀痛三年不飲食，有《飲杯齋詩》流傳。

## 引用
1. 1 2  光緒《滁州志·卷七·列傳》：張士俊，字子登，廷佐子。狀貌豐偉，萬厯丙戌武進士，守備靖州，殲草平諸寨寇。督餉揚州，建言開高郵邵伯，越河漕運便之。陞真定遊擊，修隍禦邊，奏上，賜金十二兩。尋陞永生參將，拊軍士如子弟。性極孝，飲可數十斗；居親喪，哀毀三年輟飲，著有《飲杯齋詩》。
2. ↑  《明神宗顯皇帝實錄·卷三百九十六》：（萬曆三十二年五月）以薊鎮副總兵王國棟為洮岷副總兵；浙江溫處參將萬邦孚為狼山副總兵；真定遊擊張士俊為永生洲參將；大同守備王大璽為寧夏遊擊。